# Kazimierz Prusiński
Kazimierz Prusiński (ur. 5 marca 1923 w Pakości, zm. 2 lipca 1986) – polski działacz komunistyczny, poseł na Sejm PRL IV i V kadencji.

## Życiorys
Syn Stanisława i Marii. W 1947 wstąpił do Polskiej Partii Robotniczej, z którą w 1948 przystąpił do Polskiej Zjednoczonej Partii Robotniczej. W 1950 został instruktorem, a następnie kierownikiem Wydziału Organizacyjnego i sekretarzem w Komitecie Powiatowym partii w Łobzie, którym był do 1951. Następnie pełnił funkcję I sekretarza KP w Nowogardzie (1951–1953) oraz w Pyrzycach (w latach 1953–1955 i 1956–1960). W latach 1954–1956 był słuchaczem Szkoły Partyjnej przy KC PZPR. Z zawodu ekonomistą. Od 1956 do 1971 zasiadał w egzekutywie Komitetu Wojewódzkiego PZPR w Szczecinie, od lipca 1960 do listopada 1965 będąc jednocześnie sekretarzem KW. W 1965 i 1969 uzyskiwał mandat posła na Sejm PRL w okręgu Szczecin, zasiadając przez dwie kadencje w Komisji Obrony Narodowej oraz w Komisji Spraw Wewnętrznych.
Odznaczony Złotym Krzyżem Zasługi i Krzyżem Kawalerskim Orderu Odrodzenia Polski. Pochowany na cmentarzu Centralnym w Szczecinie.